# Campo de las Varillas
El campo de las Varillas es un lugar ubicado en la sierra de Cerredo, en el término municipal de Castro-Urdiales (Cantabria, España).
Se asienta en un llano cercano a una antigua construcción abandonada conocida como "La Casilla Mújica", lugar fácilmente accesible por un camino rural desde Pando (Sámano). Su extensión total asciende a unas 7 hectáreas.

## Flora y fauna
La vegetación está compuesta principalmente por eucaliptos y pequeños helechos. Según se asciende, la vegetación cambia, y al final del lugar hay pinos y árboles autóctonos.
Jabalíes, jinetas, cabras y culebras son las especies más presentes.

## Historia
Durante la guerra de la Independencia en la zona, el general francés Bertrand Clausel escondió unos 3000 soldados en este lugar, atacando más tarde a la población de Castro-Urdiales y viéndose vencido por los españoles y la flotilla inglesa cercana al puerto de la villa.
Existen también varias leyendas locales poco conocidas asociadas a este lugar, pero la más extendida mantiene que en el Campo de las Varillas tuvieron lugar numerosos aquelarres realizados por brujas procedentes de Galicia, Asturias, Cantabria, Vizcaya y Guipúzcoa.